# Balmenach
Balmenach (Ausspracheangaben schwanken zwischen [bal'mɛnəx] und [ˌbalme'nax]) ist eine Whiskybrennerei bei Cromdale, Moray, Schottland, Großbritannien.

## Geschichte
Die Brennerei wurde wahrscheinlich 1824 von James McGregor gegründet. 1897 wird daraus die Balmenach Glenlivet Distillery Company. 1930 wird die Brennerei an die Scottish Malt Distillers (SMD) verkauft. Von 1941 bis 1947 war Balmenach geschlossen. 1962 wird die Anzahl der Stills von vier auf sechs erweitert. 1964 werden die Malting floors geschlossen und durch eine Saladin box ersetzt welche bis in die 80er Jahre benutzt wurde. 1987 kauft United Distillers (UD) die Brennerei. Im Mai 1993 wurde Balmenach geschlossen. Im Dezember 1997 wurde die Brennerei von Inver House Distillers gekauft und am 2. März 1998 begann die Produktion wieder.

## Produktion
Das Wasser der zur Region Speyside gehörenden Brennerei stammt aus dem Cromdale Burn. Das Malz wird von United Distillers-Maltings bezogen. Die Brennerei verfügt über einen Maischbottich (mash tun) (7,6 t) aus Edelstahl und sechs Gärbottiche (wash backs) aus Douglasienholz (je 40.000 l). Destilliert wird in sechs Brennblasen, drei davon sind Grobbrandblasen (wash stills) (je 16.000 l) und drei Feinbrandblasen (spirit stills) (je 10.500 l) die durch Dampf erhitzt werden.

## Abfüllungen
Derzeit gibt es keine Original-Abfüllung von Balmenach; die sherrylastige 12-jährige Abfüllung aus der Flora-&-Fauna-Serie von Diageo ist vom Markt verschwunden und nur noch bei Sammlern zu finden. Da die Produktion erst 1998 wieder angelaufen ist, wird es wohl auch noch einige Jahre dauern, bis wieder eine Originalabfüllung auf den Markt kommt. Unabhängige Abfüller wie Gordon & MacPhail haben noch einige Balmenach Abfüllungen im Programm.